# Шахта «Зуївська»
ДВАТ "Шахта «Зуївська». Входить до ДХК «Жовтеньвугілля».
Фактичний видобуток 1540/1016 т/добу (1990/1999). У 2001 р виробнича потужність 570 тис.т вугілля. У 2003 р видобуто 10,1 тис.т.
Максимальна глибина 585 м (1990—1999). Шахтне поле розкрите 16-ю похилими стволами. Протяжність підземних виробок 69,2/64,4 км (1990/1999). У 1990/1999 розробляла відповідно похилі пласти k5, k2 та k5, k2, k3 потужністю 0,9-1,5 м, кут падіння до 25о.
Шахта надкатегорійна за метаном. Пласти загрозливі щодо раптових викидів. Кількість очисних вибоїв 6/4, підготовчих 14/17 (1990/1999).
Кількість працюючих: 2505/2478 чол., в тому числі підземних 1785/1756 чол. (1990/1999).
Адреса: 86391, м. Жданівка, Донецької обл.